# جی‌بی‌یو-۱۲

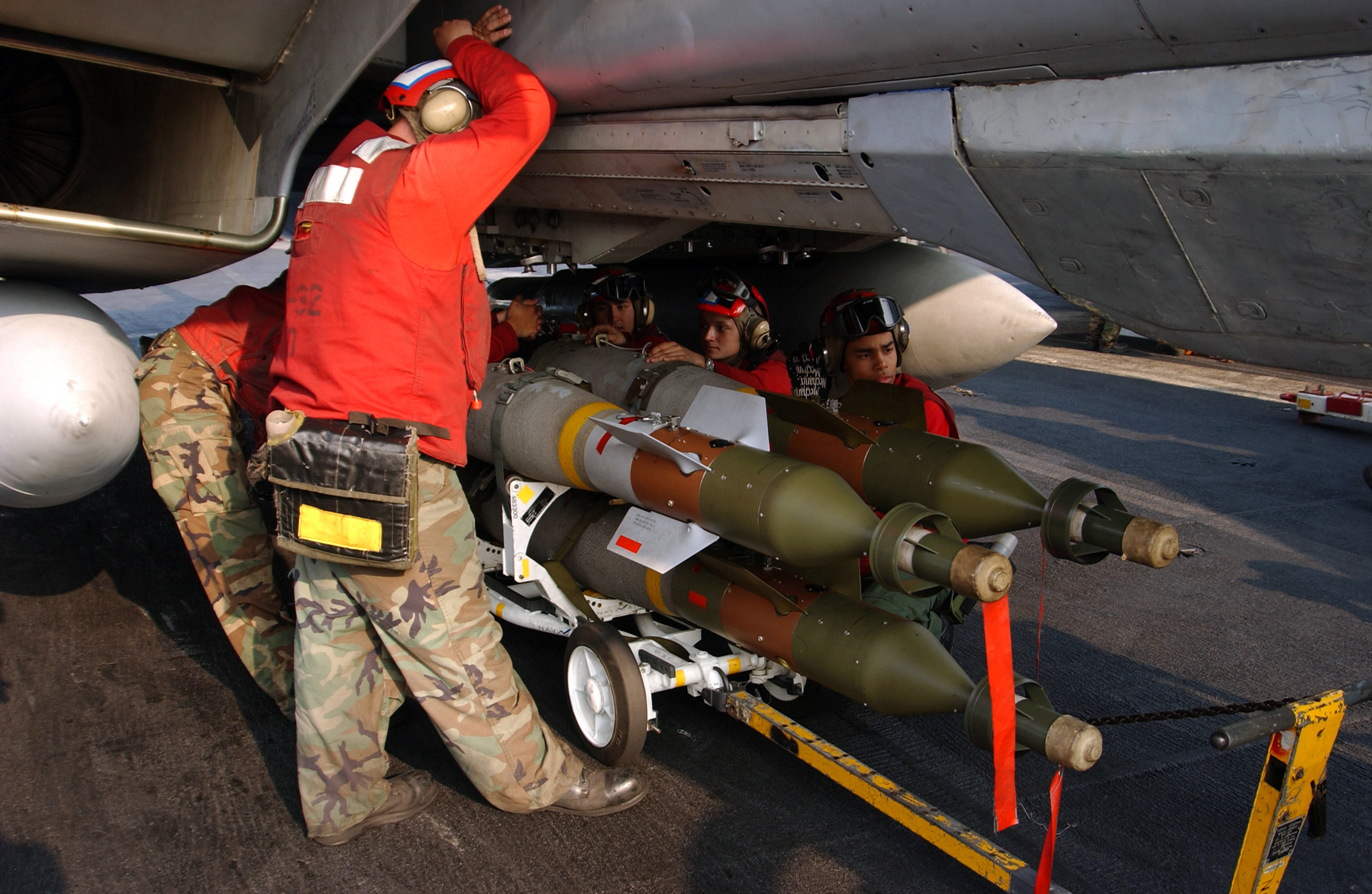
نظامی نیروی دریایی ایالات متحده در حال بارگذاری یک جی بی یو-۱۲ زیر بدنهٔ جنگندهٔ اف-۱۴ تام‌کت

جی بی یو-۱۲ پیووی ۲ (انگلیسی: GBU-12 Paveway 2) یک بمب هدایت لیزری است که برای پرتاب از هواپیما به کار می‌رود. این بمب بر پایهٔ بمب چندمنظوره ام کی۸۲ پانصدپوندی ساخته شده، ولی دارای یک جستجوگر لیزری نصب شده بر روی دماغه و باله‌هایی برای هدایت نیز می‌باشد. این بمب یکی از بمب‌های سری پیووی است. جی بی یو-۱۲ در سال ۱۹۷۶ به خدمت گرفته شد و هم‌اکنون کاربران آن نیروی هوایی و نیروی دریایی ایالات متحده آمریکا و همچنین نیروی هوایی کانادا، کلمبیا و دیگر کشورهای عضو ناتو هستند.
جی بی یو-۱۲ و دیگر بمب‌های سری پیووی به وسیلهٔ شرکت‌های لاکهید مارتین و ریتیون ساخته شده‌است. ریتیون تولید این بمب را پس از خریدن خط تولید آن از شرکت تگزاس اینسترومنتس آغاز کرد. هنگام انتقال محصول از شرکت تگزاس در تولید آن وقفه ایجاد شد و در نتیجه شرکت لاکهید مارتین به عنوان رقیب ریتیون قرارداد را برنده شد. اهمیت پیووی ۲ بیشتر به خاطر قطعات هدایت کنندهٔ آن است تا خود سلاح.
دولت آمریکا جی بی یو ۱۲ را به سیستم هدایت جی پی اس ارتقاء داده است. لاکهید مارتین تنها منبع خرید این سلاح برای نیروی دریایی ایالات متحده است. ریثیون جی بی یو-۱۲های ارتقاء داده شده را به دولت آمریکا و کشورهای دیگر می‌فروشد. مراکز ریتیون برای تولید جی بی یو-۱۲ در آریزونا، تگزاس و نیومکزیکو می‌باشد. مرکز تولید لاکهیید مارتین در پنسیلوانیا است.
به بمب‌های هدایت لیزری بمب‌های هوشمند نیز می گویند.